# 钢棒吉他

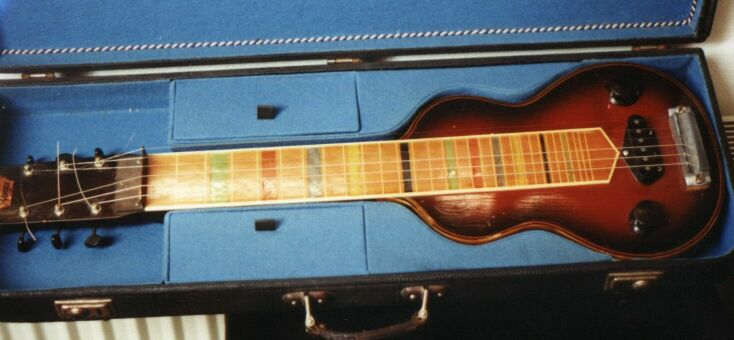
一把钢棒吉他

钢棒吉他（英語：steel guitar），是一种滑棒吉他，亦是夏威夷的特色乐器。钢棒吉他和夏威夷音乐、乡村音乐和蓝草音乐联系尤为密切，但也有些演奏者会用它来演奏摇滚、爵士、藍調等其他音乐类型。

## 种类
钢棒吉他是滑棒吉他的一种，拥有丰富的颤音。钢棒吉他一般是6弦的。如其英文名所述，钢棒吉他演奏时需要平放在演奏者的膝盖上，或使用专门的琴架。对于使用右手演奏者，左手中会握着一只钢棒压着琴桥上的弦，并由右手弹奏吉他。和一般吉他不同的是，钢棒吉他没有“品”，用钢棒压着的琴弦不会接触琴桥，从而使钢棒吉他产生很特别的音色，但也大大限制了钢棒吉他的和弦数量。如果是摇滚乐队演奏，钢棒吉他也可能如普通吉他一样使用背带跨起来演奏，但这不常见。钢棒吉他主要有两种：
- 膝上钢棒吉他（Lap steel guitar）：较短，一般放在膝盖上演奏。也被称为夏威夷吉他（Hawaiian guitar）。
- 踏板钢棒吉他（Pedal steel guitar）：拥有踏板，并使用琴架。[3]

### 膝上钢棒吉他
膝上钢棒吉他（又称夏威夷吉他）的演奏者通过一根钢棒或者玻璃棒压着吉他，而不是像一般的吉他那样，用手指按压琴弦顶住琴桥。膝上钢棒吉他分为三个主要的类型：
- 夏威夷吉他（Hawaiian guitar）：最早被发明出来的一种吉他，使用了和西班牙吉他类似的琴箱。因19世纪晚期人们在夏威夷开发出了它的演奏技巧而得名夏威夷吉他。
- 諧振器吉他（英语：Resonator guitar）：一般指琴颈呈方形的吉他，但也有共振吉他使用圆形琴颈配以抬高的弦枕。
- 膝上钢棒电吉他（Electric lap steel guitar）：第一种热卖的实心（英语：solid body）乐器。最开始人们用“夏威夷电吉他”这个名字对它进行推广。这种吉他通常拥有六弦、八弦甚至十弦。

膝上钢棒吉他和共振吉他有时也可搭配拾音器使用，但一般无需用电去功放来发出声音。

### 踏板钢棒吉他
踏板钢棒吉他是一种电吉他，通常有一个或两个调音不同的琴颈，每个琴颈有八弦至十四弦。演奏者使用不超过十个踏板来切换不同的音色或者琴弦，赋予了它独特的音色。踏板钢棒吉他通常出现在乡村音乐中。

## 历史

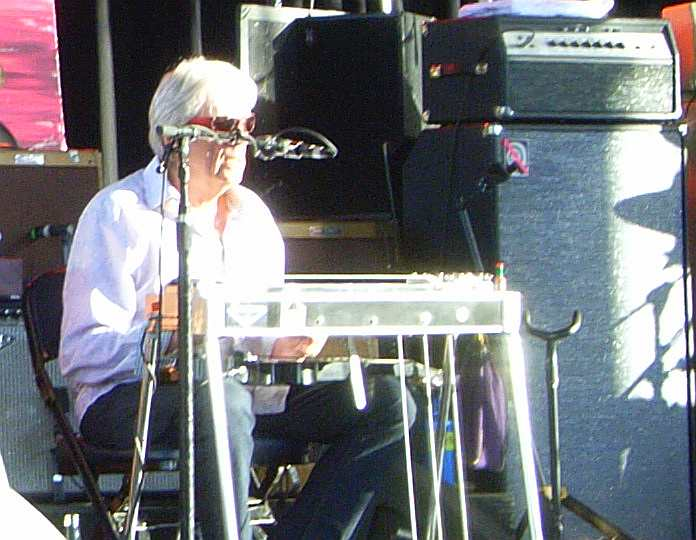
本·凯斯在演奏膝上钢棒吉他和踏板钢棒吉他

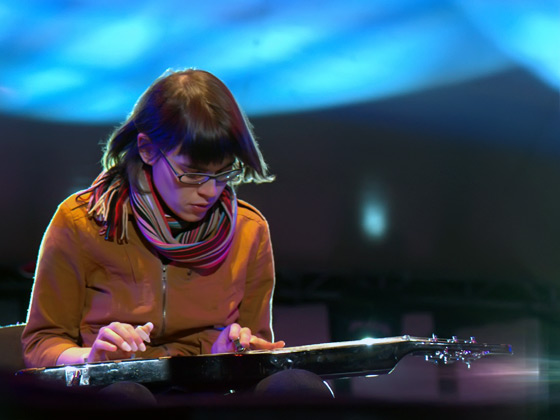
钢棒吉他的演奏

据说，钢棒吉他为一个名为约瑟夫·科库库的男子在1885年发明。据称，科库库7岁时，有一次在铁轨上走着的时候，捡到了个金属螺栓。他拿着螺栓顺着自己的吉他的弦来回滑动，发觉吉他的声音分外曼妙。后来，他开始用刀背以这种方法去演奏。这个创意也有其他人参与其中。这个乐器在美国20世纪20、30年代掀起一股热潮，并在夏威夷爆红。
钢棒吉他在1930年代早期使用不插電的鋼弦木吉他。到了1932年，人们发明出了第一个电吉他——铝制Ro-Pat-In（后来被称作Rickenbacker）A22钢棒吉他。这使得“夏威夷”吉他成为了第一个电子弦乐器。盖奇·布鲁尔在1932年的表演是史书所载的电吉他最早的一场表演。1932年10月2日，布鲁尔在发表于n的一篇文章中再一次将他的新乐器发扬光大。电吉他的第一场商业唱片则是由得克萨斯州休斯顿音乐家鲍勃·敦所演奏。

## 钢棒吉他在中国
随着钢棒吉他在美国的流行，1930年代上海的一些乐队已经开始使用钢棒吉他演出和录制唱片。进入1950年代钢棒吉他在中国内地一度销声匿迹，直到1970年代末的纪录片《潜海姑娘》中出现钢棒吉他演奏的旋律才令钢棒吉他在中国再次复活。
1997年10月，时任中国国家主席江泽民在夏威夷进行国事访问时，在州长本·卡耶塔诺的晚宴上用钢棒吉他演奏了夏威夷名歌《Aloha 'Oe》，并邀请州长夫人薇姬·卡耶塔诺演唱。江泽民表示他在1940年代曾经常弹奏钢棒吉他，部分可以佐证钢棒吉他在中国的第一次流行。

## 与钢弦吉他的区分
钢棒吉他与钢弦吉他不同，后者是一种标准的原声吉他，使用了和古典吉他不同的钢弦。钢棒吉他名字源于其所使用的滑音管吉他的滑音管种类和材料，而不是琴弦的材料。